# Annazomus parvulus
Annazomus
Genre
Espèce
Annazomus parvulus, unique représentant du genre Annazomus, est une espèce fossile de schizomides de la famille des Hubbardiidae.

## Répartition
Cette espèce a été découverte dans de l'ambre de Birmanie. Elle date du Crétacé.

## Description
Le mâle holotype mesure 1,95 mm.

## Systématique
Le genre Annazomus a été décrit en 2022 dans la famille des Hubbardiidae par Ilian De Francesco Magnussen (d) et Sandro Pascal Müller (d). L'espèce a été décrite en 2022 par Ilian De Francesco Magnussen seulement. Ces deux taxons ont été décrits dans une publication coécrite avec Jörg U. Hammel (d), Ulrich Kotthoff (d) et Danilo Harms (d).

### Étymologie
Le nom générique, Annazomus, est nommé en l'honneur d'Anna, la grand-mère d'Ilian De Francesco Magnussen.
L'épithète spécifique, du latin parvulus, « petit », fait référence à la petite taille du spécimen.

### Publication originale
- (en) Ilian De Francesco Magnussen, Sandro P. Müller, Jörg U. Hammel, Ulrich Kotthoff et Danilo Harms, « Diversity of schizomids (Arachnida: Schizomida) revealed by new fossil genera and species from mid-Cretaceous Burmese amber with implications for a Gondwanan origin of the Burma Terrane », Zoological Journal of the Linnean Society, Linnean Society of London et OUP, vol. 196, no 2,‎ 24 mai 2022, p. 792-844 (ISSN 1096-3642 et 0024-4082, OCLC 01799617, DOI 10.1093/ZOOLINNEAN/ZLAC034, lire en ligne).